# Dumb
Paroles 
Pistes de  In Utero
Frances Farmer Will Have Her Revenge on Seattle
(5) Very Ape
(7)
Dumb est une chanson de Nirvana figurant sur l'album In Utero publié en 1993. Elle figure aussi sur l'album MTV Unplugged in New York et sur la compilation Nirvana.

## Composition
Dumb a été écrite par Kurt Cobain durant l'été 1990 et est diffusée pour la première fois sur l'émission de radio Boys Meets Girls présentée par Calvin Johnson. Tout d'abord intitulée I Think I'm Dumb and not Like Them, cette chanson est un portrait ironique des fumeurs de cannabis « crétins et ravis » dont Cobain a fait partie avant de passer à des drogues plus fortes. Isabelle Chelley considère qu'elle fait partie des « moments forts » du concert MTV Unplugged in New York avec « sa ligne de violoncelle et ses percussions tout en légèreté ». Pour Florent Mazzoleni, Dumb rappelle, à la manière d'About a Girl, combien Cobain est passionné par les Beatles et « leurs mélodies simples et lumineuses ».
En 2014, Slant Magazine la classe en 8e position de sa liste des 15 meilleures chansons de Nirvana, évoquant une chanson « qui montre un côté plus doux et plus optimiste, bien que toujours sarcastique, de Cobain ».

## Paroles
Dans une interview de 1993 avec Melody Maker, Cobain a expliqué que la chanson était “juste à propos de personnes qui sont facilement amusées, des personnes qui non seulement ne sont pas capables de faire progresser leur intelligence mais qui sont totalement heureuses de regarder 10 heures de télévision et qui aiment vraiment ça. J’ai rencontré beaucoup de gens stupides. Ils ont un travail de merde, ils peuvent être totalement seuls, ils n’ont pas de petite amie, ils n’ont pas beaucoup de vie sociale, et pourtant, pour une raison quelconque, ils sont heureux.”
Bien que rédigée avant la dépendance de Cobain à l’héroïne, “Dumb” est également l’une des rares chansons de Nirvana à faire directement référence à l’utilisation de drogues, en particulier les inhalants. Dans les notes de pochette inutilisées de Cobain pour la chanson, il a blâmé “tout ce prétendument non addictif, inoffensif” marijuana pour avoir endommagé ses neurones et sa mémoire, disant qu’elle “n’était jamais assez forte” ce qui l’a conduit à “grimper l’échelle” vers l’héroïne.
En 2015, la fille de Kurt, Frances Bean Cobain, a offert sa propre interprétation de la chanson dans une interview avec Rolling Stone, en disant : “Je pleure à chaque fois que j’entends cette chanson. C’est une version dépouillée de la perception que Kurt avait de lui-même - de lui-même sous drogue, hors drogue, se sentant inadéquat pour être intitulé la voix d’une génération.”